# Bentivoglio
Pour les articles homonymes, voir Bentivoglio (homonymie).
Bentivoglio est une commune italienne d'environ 5 800 habitants (2022) située dans la ville métropolitaine de Bologne, dans la région Émilie-Romagne, dans le Nord de l'Italie.

## Administration
| Période                                  | Période | Identité | Étiquette | Qualité |
| ---------------------------------------- | ------- | -------- | --------- | ------- |
|                                          |         |          |           |         |
| Les données manquantes sont à compléter. |         |          |           |         |

### Communes limitrophes
Argelato, Castel Maggiore, Granarolo dell'Emilia, Malalbergo, Minerbio, San Giorgio di Piano, San Pietro in Casale

## Personnalités liées à la localité
- Fabio Borini, footballeur, y est né en 1991.